# Rối loạn chuyển hóa protid
Rối loạn chuyển hóa protid bao gồm rối loạn chuyển hóa protid huyết tương và rối loạn tổng hợp protid trong tổ chức.

## Rối loạn protid huyết tương

### Thành phần protid huyết tương
Các thành phần của protid huyết tương bao gồm:
- Albumin: 95% do gan tạo ra.

- Globulin: 85% do gan tạo ra, phần còn lại do các tế bào thuộc hệ võng nội mô.

- Fibrinogen: phần lớn do gan sản xuất.

### Vai trò protid huyết tương
- Tạo áp suất keo trong huyết tương.

- Duy trì hệ miễn dịch.

- Tạo độ nhớt máu.

- Vận chuyển các chất trong máu.

- Tham gia đông cầm máu.

- Cung cấp protein cho các tổ chức mô.

### Giảm protid huyết tương
Nguyên nhân:

- Do giảm cung cấp: ăn uống không đủ chất, đói ăn lâu ngày; kém hấp thu do thiếu hụt các men phân giải protein trong ống tiêu hóa; hoại tử một đoạn ruột;...

- Do tăng nhu cầu: giai đoạn hồi phục sau bệnh, sốt cao kéo dài, u bướu,...

- Do giảm tổng hợp: các bệnh ở gan như xơ gan,viêm gan,gan nhiễm mỡ,...

- Do tăng đào thải: tiêu chảy, nôn ói, xuất huyết, hội chứng thận hư...

Hậu quả:

- Cơ thể gầy, suy dinh dưỡng, giảm sức đề kháng, dễ bị viêm nhiễm, vết thương lâu lành,...

### Thay đổi thành phần protid huyết thanh
Khi tiến hành điện di, thành phần protid huyết thanh thu được:

- Albumin

- ∝-globulin 1 

- ∝-globulin 2 

- β-globulin

- ɣ-globulin

Trong đó: 

- Giảm albumin: gặp trong tất cả các trờng hợp giảm protid ở huyết tương hay toàn bộ cơ thể.

- Tăng ∝-globulin: trong các trường hợp viêm cấp và mạn, các rối loạn chuyển hóa và bệnh lí tăng độ nhớt máu.

- Tăng β-globulin: là một thành phần của lipoprotein vận chuyển mỡ trong máu nên tăng trong các bệnh lí tăng mỡ máu.

- Tăng ɣ-globulin: là kháng thể miễn dịch, tăng trong tình trạng nhiễm trùng.

Hậu quả:

- Albumin có tác dụng duy trì độ nhớt của máu ở mức ổn định, nên khi giảm albumin sẽ dễ gây lắng máu, protid huyết tương dễ bị tủa và độ lắng máu tăng lên.

## Rối loạn tổng hợp protid tổ chức

### Do gen cấu trúc
Các rối loạn do gen cấu trúc chủ yếu là sự sai lệch về thông tin di truyền trong quá trình tổng hợp protein, dẫn đến không tạo thành các protein có chức năng hoặc tạo thành nhưng chức năng không hoàn chỉnh. Thường đây là các bệnh lí về chất lượng protein.

#### Các bệnh do rối loạn cấu trúc hemoglobin
- Chuỗi hemoglobin S: amino acid thứ sáu trong chuỗi protein quy định cấu trúc của hemoglobin bị thay thế từ glutamin thành valin làm cho hồng cầu có cấu trúc không bền vững, dễ vỡ, thừa CO2 và thiếu O2.

- Chuỗi hemoglobin C: cũng có sự thay thế amino acid thứ sáu từ glutamin thành lysin, làm hồng cầu có hình bia, dễ vỡ và thiếu O2.

#### Thiếu hụt men chuyển hóa
- Bệnh bạch tạng: do thiếu hụt men tyrosinase để tổng hợp sắc tố melanin.

- Ứ đọng glycogen ở gan do thiếu men chuyển G6-phosphate.

- Bệnh phenylketo niệu do thiếu men chuyển phenyl alaninase.

### Do gen điều hòa
Các rối loạn do gen điều hòa chủ yếu ảnh hưởng đến số lượng protein. Có khi nó làm tăng, giảm hoặc mất một loại protein nào đó trong cơ thể.

Chẳng hạn như bệnh Thalassemie (HbF) do cơ thể tiếp tục tổng hợp chuỗi ɣ-globulin sau khi sinh; HbBart do chỉ tổng hợp được chuỗi ɣ-globulin; HbH do chỉ tổng hợp được chuỗi β;...